# Podskoczek
Podskoczek (Jaculus) – rodzaj ssaków z podrodziny skoczków (Dipodinae) w obrębie rodziny skoczkowatych (Dipodidae).

## Zasięg występowania
Rodzaj obejmuje gatunki występujące na stepach i półpustyniach Afryki i Eurazji.

## Morfologia
Długość ciała (bez ogona) 95–180 mm, długość ogona 172–265 mm, długość ucha 18–35 mm, długość tylnej stopy 55–81 mm; masa ciała 43–175 g.

## Systematyka
Rodzaj zdefiniował w 1777 roku niemiecki przyrodnik i weterynarz Johann Christian Polycarp Erxleben w książce swojego autorstwa o tytule Systema regni animalis per classes, ordines, genera, species, varietates: cum synonymia et historia animalium. Na gatunek typowy Erxleben wyznaczył (absolutna tautonimia) podskoczka egipskiego (J. jaculus).

### Etymologia
- Jaculus: łac. iaculus „to, co jest rzucane, strzałka”, od iacio „rzucać”[9].
- Haltomys: gr. ἁλτο halto aoryst od ἁλλομαι hallomai „skakać”; μυς mus, μυος muos „mysz”[10]. Gatunek typowy: Dipus mauritanicus Duvernoy, 1841 (= Jaculus orientalis Erxleben, 1777).
- Scirtopoda: gr. σκιρτοποδης skirtopodes „podskakujący, idący w podskokach”, od σκιρταω skirtaō „skakać”; πους pous, ποδος podos „stopa”[3][11]. Gatunek typowy: Dipus mauritanicus Duvernoy, 1841 (= Jaculus orientalis Erxleben, 1777).

### Podział systematyczny
Opisany w 2005 roku J. thaleri wydaje się być raczej nieprawidłowym fenotypem J. blanfordi niż odrębnym gatunkiem. Do rodzaju należą następujące gatunki zgrupowane w dwóch pdrodzajach:
- Haltomys Brandt, 1844
  - Jaculus orientalis Erxleben, 1777 – podskoczek duży
- Jaculus Erxleben, 1777
  - Jaculus blanfordi (J.A. Murray, 1884) – podskoczek samotny
  - Jaculus jaculus (Linnaeus, 1758) – podskoczek egipski
  - Jaculus hirtipes (H. Lichtenstein, 1823)
  - Jaculus loftusi (Blanford, 1875)

Opisano również gatunek wymarły z miocenu Kazachstanu:
- Jaculus sibiricus Zazhigin & Lopatin, 2001